# Основи здоров'я (журнал)
«Основи здоров'я» — український науково-методичний журнал. 

## Історія та зміст
Заснований 2010 року видавничою групою «Основа». Видавали щомісяця українською мовою у Харкові. Видання припинено у 2020 році. Тираж змінювався від 2640 до 490 примірників. Головним редактором була В. Садкіна.
Публікували статті з досвіду роботи, актуальні новини МОН та МОЗ України, а також матеріали для використання на уроках основ здоров'я: сучасні методики викладання, розробки уроків, сценарії заходів, практичні поради, цікаву інформацію до занять тощо. Також вміщував кольорові вкладки з наочно-дидактичними матеріалами. 
Кількісний склад і назви рубрик у номері змінювались відповідно до змісту, серед них: «Авторська програма», «Антистрес. Арт-терапія для вчителів», «Безпечне літо», «Досвід викладання», «Інтегрований урок», «Конструктор уроку», «Кроки до здоров'я», «Методичні орієнтири», «Мозаїка фактів», «Молодь обирає здоров'я», «Навчаємо вчитися», «Офіційна інформація», «Поради психолога», «Ретроспектива», «Учительський блог».

## Джерело
- А. В. Шумілова. Основи здоров’я // Енциклопедія сучасної України / ред. кол.: І. М. Дзюба [та ін.] ; НАН України, НТШ. — К. : Інститут енциклопедичних досліджень НАН України, 2022. — Т. 24 : О. — 944 с. — ISBN 978-966-02-9960-3.